# آروو هاوگ
آروو هاوگ (استونیایی: Arvo Haug؛ زادهٔ ۱۴ مهٔ ۱۹۳۸) سیاستمدار و نماینده سابق اهل استونی است.